# Gustaf Welin (ämbetsman)
Karl Gustaf Armand Welin, född den 21 juli 1859 i Stockholm, död där den 15 april 1945, var en svensk järnvägs- och kommunalman. Han var bror till Emmy Köhler och Axel Welin samt far till Axel Welin.
Welin avlade mogenhetsexamen 1878. Han blev stationsskrivare 1879 och avancerade till trafikdirektör i Västra distriktet (1908–1924). Welin var ledamot i direktionen för Statens järnvägstrafiks pensionsinrättning 1902–1910 och ordförande i trafikavdelningens undervisningskommission 1907–1924. Han var högersinnad stadsfullmäktig i Stockholm 1901–1919 och 1921–1931 samt 1907–1932 ledamot av drätselnämnden och vann inflytande på bägge ställena. Welin var huvudredaktör för det med anledning av Statens järnvägars 50-årsjubileum utgivna stora verket Statens järnvägar 1856–1906. Historisk-teknisk-ekonomisk beskrifning (fyra band, 1906–1907). Han utarbetade Matrikel öfver personalen vid Sveriges järnvägar (1902, 1905, 1908). Welin vilar på Solna kyrkogård.